# 来迎院 (品川区)
来迎院（らいごういん）は、東京都品川区にある天台宗の寺院。

## 概要
969年（安和2年）、常行三昧寺住職だった尊栄法印によって開山された。常陸国（現・茨城県）の鹿島神宮から分霊を勧請して鹿嶋神社を創建するとともに、その別当寺として当院を創建したのが起源である。
その後、住職不在の時期が続いたが、1347年（貞和3年）に了覚法印によって中興された。その際に「示現山常林寺観音院」に改称した。
江戸時代、徳川将軍は鷹狩のために江戸郊外のこの地を度々訪れている。第3代将軍徳川家光は、当院で休憩して茶を飲んだことから「御茶屋寺」と呼ばれるようになった。1645年（正保2年）、家光42歳の厄年の際に、当院が江戸城から見て恵方の方角にあるとされたことから、節分の日に自ら参拝したという。
1833年（天保4年）、寛永寺塔頭冷泉院の住職が当院を兼任することになり、「鹿嶋山来迎院」に改称した。

## 交通アクセス
- 大森駅より徒歩10分。